# Сињорија (Перуђа)
Сињорија је насеље у Италији у округу Перуђа, региону Умбрија.
Према процени из 2011. у насељу је живело 289 становника. Насеље се налази на надморској висини од 183 м.